# Symfonie nr. 7 (Bolcom)
William Bolcom voltooide zijn Symfonie nr. 7 in 2002. Hij schreef het werk op verzoek  van James Levine, destijds dirigent van het orkest van de Metropolitan Opera. Hij benoemde bij zijn verzoek een aantal muziekinstrumenten: klarinet, trombone, cello en contrabas. 
Levine verzocht een soort concert voor orkest, waarbij Bolcom steeds meer richting symfonie concertante kwam. Uiteindelijk werd het zijn zevende symfonie. De indeling van het werk is afwijkend van de klassieke opbouw van dat genre. Het is weliswaar ingedeeld in vier delen, maar de uitvoering vindt plaats in drie akten. In de eerste akte, Dramatis Personae: Exposition, worden de diverse hoofdpersonen voorgesteld, pas na enige maten volgt het gehele orkest. De tweede akte getiteld Conspiracy/Confrontation kreeg als aanduiding Implacable (onverzoenlijk) mee. Het werd in de ogen van de componist een herdenking aan de Aanslagen op 11 september 2001 zonder dat dat een vooropgesteld doel was. Na de tweede akte komt een interlude met een weerslag uit deel 2. Acte 3 (Climax/Denoument) is dan de finale die teruggrijpt op delen 1 en 2.
Levine gaf de première van dit werk met zijn Met-orkest op 19 mei 2002. Daarna vonden in 2007 nog uitvoeringen plaats met bijvoorbeeld het Detroit Symphony Orchestra onder leiding van Dennis Russell Davies. Van de symfonie is in 2014 nog geen commerciële uitgave voorhanden.   